# Зборлу а Ностру
„Зборлу а Ностру“ (на арумънски: Zborlu a nostru – „Наша дума“) е арумънско тримесечно информационно списание, с подзаглавие „Културно арумънско списание“ (Revistâ culturalâ armâneascâ).
Излиза от 1984 година във Фрайбург в Брайсгау, Германия, от професор Василе Барба, който е и негов главен редактор. Поддържано е от Европейска фондация Драган.
От 1985 г. насам излиза на 3 месеца, 47 страници, под егидата на Съюза за арумънски език и култура (UCLA). Редактира се в Центъра за арумънски европейски изследвания (CESA) в Университета във Фрайбург. След смъртта на Барба през 2007 г. от № 1 – 2, 2009 се редактира от Кира Йорговяну Манцу (във Фрайбург) и Ташку Лала и Аурука Пиха (журналисти в Букурещ).
„Зборлу а Ностру“ е най-дълго съществувалото арумънско издание след Втората световна война. Целта на списанието е да се култивира аромънският език и да се насърчават лтературните произведения и преводи на арумънски. Списанието е изцяло на арумънски и използва азбука леко променена в сравнение с традиционната – вместо диакритични знаци, от технически съображения и за синхронизация с азбуките на другите балкански езици се използват буквосъчетания – sh, ts, lj, nj вместо ş, ţ, l’, n’. Публикува арумънски автори от всички поколения – Апостол Качупери, Дина Кувата, Константин Колимитра, Коста Гули, Вангю Зега, Йон Чяра, Вангя Михан-Стерю, Санта Гика, както и румънски автори като Николае Каратана, Христу Къндровяну, Кира Йорговяну Манцу, Кола Фудуля, Василе Тоде, Атанасие Наста и други. Обсъжда историческите, културни, филологически и политически проблеми на арумънски малцинства в балканските държави.